# Simon Rolfes
Simon Rolfes (Ibbenbüren, 21 gennaio 1982) è un ex calciatore tedesco, di ruolo centrocampista.

## Carriera

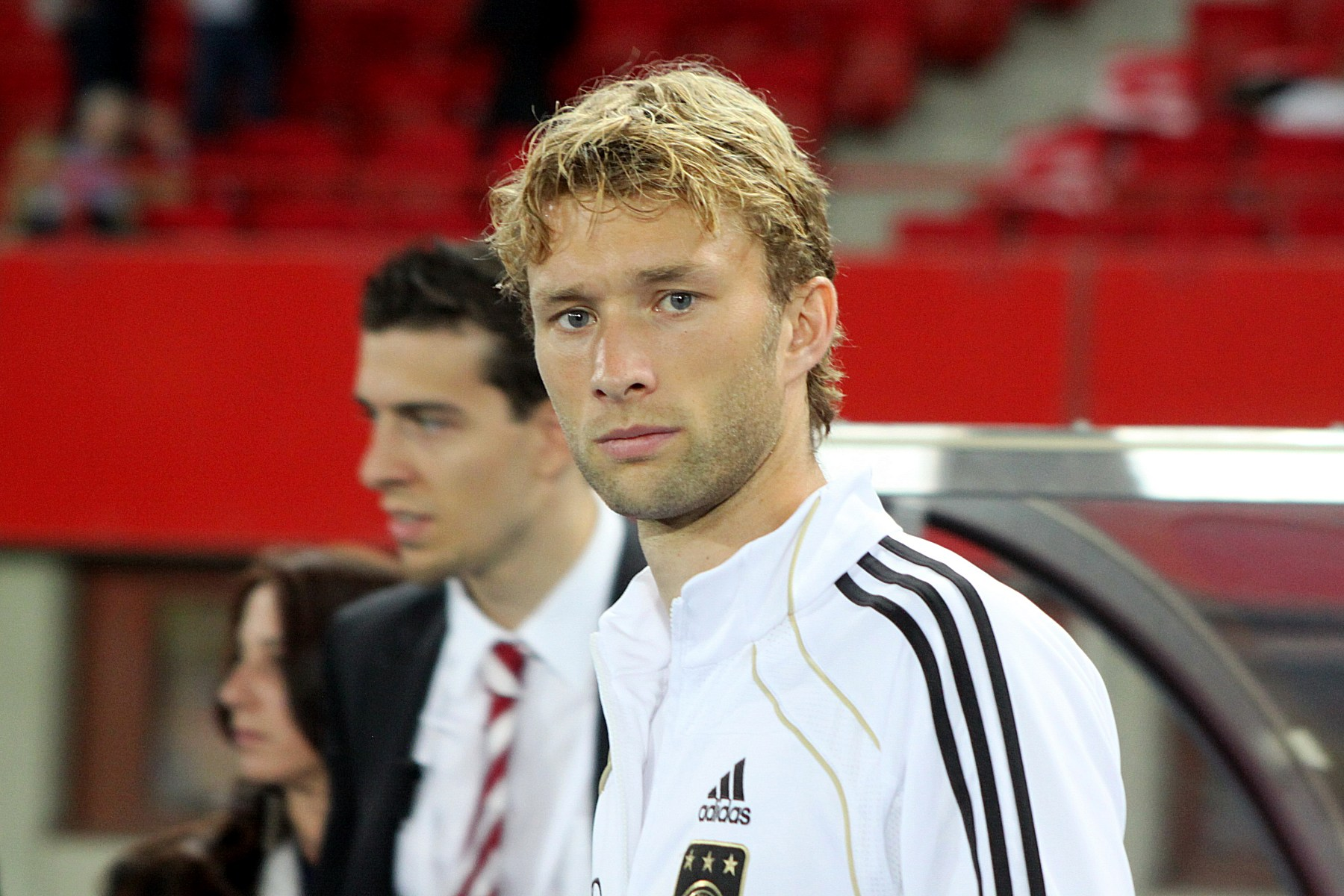
Rolfes con la Nazionale tedesca

### Club
Inizia la carriera nella squadra amatoriale del Werder Brema, disputando 100 partite in quattro campionati, realizzando 18 reti. Nel 2004 si trasferisce all'Alemannia Aachen in Zweite Bundesliga. L'anno successivo viene acquistato dal Bayer Leverkusen, di cui è stato capitano.
Simon Rolfes si è ritirato alla fine della Bundesliga 2014-2015.

### Nazionale
Esordisce in nazionale nel marzo del 2007 contro la Danimarca e l'anno successivo viene inserito nella rosa della squadra per il campionato europeo in Svizzera ed Austria.

## Statistiche

### Cronologia presenze e reti in nazionale
| Cronologia completa delle presenze e delle reti in nazionale ― Germania | Cronologia completa delle presenze e delle reti in nazionale ― Germania | Cronologia completa delle presenze e delle reti in nazionale ― Germania | Cronologia completa delle presenze e delle reti in nazionale ― Germania | Cronologia completa delle presenze e delle reti in nazionale ― Germania | Cronologia completa delle presenze e delle reti in nazionale ― Germania | Cronologia completa delle presenze e delle reti in nazionale ― Germania | Cronologia completa delle presenze e delle reti in nazionale ― Germania |
| Data                                                                    | Città                                                                   | In casa                                                                 | Risultato                                                               | Ospiti                                                                  | Competizione                                                            | Reti                                                                    | Note                                                                    |
| ----------------------------------------------------------------------- | ----------------------------------------------------------------------- | ----------------------------------------------------------------------- | ----------------------------------------------------------------------- | ----------------------------------------------------------------------- | ----------------------------------------------------------------------- | ----------------------------------------------------------------------- | ----------------------------------------------------------------------- |
| 28-3-2007                                                               | Duisburg                                                                | Germania                                                                | 0 – 1                                                                   | Danimarca                                                               | Amichevole                                                              | -                                                                       | 39’ 71’                                                                 |
| 6-6-2007                                                                | Amburgo                                                                 | Germania                                                                | 2 – 1                                                                   | Slovacchia                                                              | Qual. Euro 2008                                                         | -                                                                       | 90’                                                                     |
| 22-8-2007                                                               | Londra                                                                  | Inghilterra                                                             | 1 – 2                                                                   | Germania                                                                | Amichevole                                                              | -                                                                       | 72’                                                                     |
| 12-9-2007                                                               | Colonia                                                                 | Germania                                                                | 3 – 1                                                                   | Romania                                                                 | Amichevole                                                              | -                                                                       | 46’                                                                     |
| 13-10-2007                                                              | Dublino                                                                 | Irlanda                                                                 | 0 – 0                                                                   | Germania                                                                | Qual. Euro 2008                                                         | -                                                                       | 18’                                                                     |
| 17-10-2007                                                              | Monaco di Baviera                                                       | Germania                                                                | 0 – 3                                                                   | Rep. Ceca                                                               | Qual. Euro 2008                                                         | -                                                                       | 46’                                                                     |
| 21-11-2007                                                              | Francoforte sul Meno                                                    | Germania                                                                | 0 – 0                                                                   | Galles                                                                  | Qual. Euro 2008                                                         | -                                                                       | 46’                                                                     |
| 6-2-2008                                                                | Vienna                                                                  | Austria                                                                 | 0 – 3                                                                   | Germania                                                                | Amichevole                                                              | -                                                                       | 87’                                                                     |
| 26-3-2008                                                               | Basilea                                                                 | Svizzera                                                                | 0 – 4                                                                   | Germania                                                                | Amichevole                                                              | -                                                                       | 79’                                                                     |
| 31-5-2008                                                               | Gelsenkirchen                                                           | Germania                                                                | 2 – 1                                                                   | Serbia                                                                  | Amichevole                                                              | -                                                                       | 69’                                                                     |
| 19-6-2008                                                               | Basilea                                                                 | Portogallo                                                              | 2 – 3                                                                   | Germania                                                                | Euro 2008 - Quarti di finale                                            | -                                                                       |                                                                         |
| 25-6-2008                                                               | Basilea                                                                 | Germania                                                                | 3 – 2                                                                   | Turchia                                                                 | Euro 2008 - Semifinale                                                  | -                                                                       | 46’                                                                     |
| 20-8-2008                                                               | Norimberga                                                              | Germania                                                                | 2 – 0                                                                   | Belgio                                                                  | Amichevole                                                              | -                                                                       |                                                                         |
| 6-9-2008                                                                | Vaduz                                                                   | Liechtenstein                                                           | 0 – 6                                                                   | Germania                                                                | Qual. Mondiali 2010                                                     | 1                                                                       | 69’                                                                     |
| 10-9-2008                                                               | Helsinki                                                                | Finlandia                                                               | 3 – 3                                                                   | Germania                                                                | Qual. Mondiali 2010                                                     | -                                                                       | 82’                                                                     |
| 11-10-2008                                                              | Dortmund                                                                | Germania                                                                | 2 – 1                                                                   | Russia                                                                  | Qual. Mondiali 2010                                                     | -                                                                       | 90’                                                                     |
| 19-11-2008                                                              | Berlino                                                                 | Germania                                                                | 1 – 2                                                                   | Inghilterra                                                             | Amichevole                                                              | -                                                                       |                                                                         |
| 28-3-2009                                                               | Lipsia                                                                  | Germania                                                                | 4 – 0                                                                   | Liechtenstein                                                           | Qual. Mondiali 2010                                                     | -                                                                       | 88’                                                                     |
| 1-4-2009                                                                | Cardiff                                                                 | Galles                                                                  | 0 – 2                                                                   | Germania                                                                | Qual. Mondiali 2010                                                     | -                                                                       | 76’ 79’                                                                 |
| 5-9-2009                                                                | Leverkusen                                                              | Germania                                                                | 2 – 0                                                                   | Sudafrica                                                               | Amichevole                                                              | -                                                                       | 73’                                                                     |
| 10-10-2009                                                              | Mosca                                                                   | Russia                                                                  | 0 – 1                                                                   | Germania                                                                | Qual. Mondiali 2010                                                     | -                                                                       |                                                                         |
| 29-5-2011                                                               | Sinsheim                                                                | Germania                                                                | 2 – 1                                                                   | Uruguay                                                                 | Amichevole                                                              | -                                                                       |                                                                         |
| 10-8-2011                                                               | Stoccarda                                                               | Germania                                                                | 3 – 2                                                                   | Brasile                                                                 | Amichevole                                                              | -                                                                       | 85’                                                                     |
| 6-9-2011                                                                | Danzica                                                                 | Polonia                                                                 | 2 – 2                                                                   | Germania                                                                | Amichevole                                                              | -                                                                       | 77’                                                                     |
| 1-11-2011                                                               | Kiev                                                                    | Ucraina                                                                 | 3 – 3                                                                   | Germania                                                                | Amichevole                                                              | 1                                                                       | 46’                                                                     |
| 15-11-2011                                                              | Amburgo                                                                 | Germania                                                                | 3 – 0                                                                   | Paesi Bassi                                                             | Amichevole                                                              | -                                                                       | 82’                                                                     |
| Totale                                                                  |                                                                         | Presenze                                                                | 26                                                                      |                                                                         | Reti                                                                    | 2                                                                       |                                                                         |